# Багануур
Багануур — місто у спеціальному столичному регіоні міста Улан-Батор. Населення близько 26000, місто розташовано в центральній частині Монголії у 117 км на схід від Улан-Батора, фактично на межі з Хентійським аймаком.

## Історія
Місто засновано у 1978 році в степу на базі багатого вугільного родовища. У 1987 році його населення разом з радянськими фахівцями складало 9 000 людей.

## Транспорт
Місто з'єднане з трансмоногольською магістраллю залізницею для транспортування вугілля. Лінія Багахангай — Багануур має протяжність 94 кілометри.

Ділянка автотраси Улан-Батор — Багануур — Ондорхан — Чойбалсан є ділянкою проекту «Дороги тисячоліття».

## Промисловість
Містоутворюючим підприємством є вугільний розріз «Багануур», де видобуток вугілля ведеться відкритим способом. Його будівництво почалось у 1982 році і він мав небачену за монгольськими мірками потужність — 6 млн тонн вугілля в рік, перша черга почала працювати вже у 1984 році, а 1990 року його будівництво завершилось.